# Laos en los Juegos Paralímpicos de Sídney 2000
Laos estuvo representado en los Juegos Paralímpicos de Sídney 2000 por dos deportistas, un hombre y una mujer. El equipo paralímpico laosiano no obtuvo ninguna medalla en estos Juegos.